# Miyako Tanaka
Miyako Tanaka (jap. 田中 京, Tanaka Miyako; * 20. Februar 1967) ist eine ehemalige japanische Synchronschwimmerin.

## Erfolge
Miyako Tanaka gewann 1986 bei den Weltmeisterschaften in Madrid nach Rang drei in der Mannschaftskonkurrenz ihre erste internationale Medaille. Mit 185,763 Punkten blieben sie ebenso hinter den mit 191,200 Punkten erstplatzierten Kanadierinnen zurück, wie den mit 190,821 Punkten zweitplatzierten US-Amerikanerinnen. Zwei Jahre darauf gab sie in Seoul ihr olympisches Debüt und trat bei den Spielen in zwei Wettbewerben an. Im Solo erzielte sie in der Vorrunde mit 91,267 Punkten zwar das neuntbeste Resultat, ins Finale zogen jedoch nur die punktbesten Starterinnen jeder Nation ein. Mikako Kotani war als Sechste besser platziert als Tanaka und qualifizierte sich daher für das Finale. Im Duett trat Tanaka gemeinsam mit Mikako Kotani an. Sie beendeten ihren Wettbewerb mit 190,159 Punkten auf Rang drei, womit Tanaka im Duett die Bronzemedaille gewann. Bessere Ergebnisse erzielten lediglich Michelle Cameron und Carolyn Waldo mit 197,717 Punkten, die damit Olympiasiegerinnen wurden, sowie Karen und Sarah Josephson mit 197,284 Punkten. Die Spiele waren Tanakas letzter internationaler Wettkampf.